# Tlemcen
Tlemcen   este un oraș  în  Algeria. Este reședința  provinciei  Tlemcen.